# Ali Group
Die Ali Group (ital. Apparecchiature Lavaggio Industriale) ist ein international tätiger italienischer Hersteller von „Foodservice-Equipment“ (professionellen Geräten und Maschinen zur Unterstützung lebensmittelzubereitender Einrichtungen wie Großrestaurants, Hotelketten, Krankenhäuser, Schulen, Flughäfen, Strafanstalten, Kantinen). Produkte sind unter anderem Geschirrspülmaschinen, Herde und Kühlschränke. Die Gruppe beschäftigt über 10.000 Mitarbeiter in 30 Ländern (Stand Dezember 2018) und bezeichnet sich als Marktführer der Branche in Europa.

## Struktur
Gruppenführendes Unternehmen ist die Ali Group S.r.l. mit Sitz in Cernusco sul Naviglio bei Mailand. Zu der Gruppe gehören weltweit zahlreiche operativ unabhängige Tochterunternehmen und Beteiligungen, insgesamt 66 Marken. Produktionsstandorte sind in Australien, Belgien, Deutschland, Estland, Finnland, Frankreich, Italien, Kanada, Neuseeland, den Niederlanden, Schweden, Spanien und den USA angesiedelt. Verkaufs- und Kundendienstniederlassungen  befinden sich in Europa, Nordamerika, Russland, Japan, China, dem Mittleren Osten, Australien und Neuseeland.
Die Geschäftstätigkeit der Einzelunternehmen ist in folgende Sparten eingeteilt:
- Kochtechnik
- Bäckereitechnik
- Speisenanlieferung und Vorbereitung
- Kühltechnik
- Wäscherei- und Spültechnik
- Eis- und Sahnemaschinen und Getränketechnik
- Contracting (Objektierung, Planung, Ausführung), Distribution und Kundendienst.

## Tochterunternehmen und Beteiligungen
Zur Gruppe gehören unter anderem folgende Einzelunternehmen:

### International (Auswahl)
- Ambach Großküchentechnik (Italien)
- Bongard Küchentechnik (Frankreich)
- Rancilio (Italien)

### Deutschland
- Convotherm Elektrogeräte in Eglfing, gehört seit 2022 zur Ali Group, durch Alis Übername der Welbilt Group in New Port Richey, Florida von The Manitowoc Company[5][6] für 3,5 Mrd. US-Dollar.[7]
- Eloma, ein Unternehmen das in zwei Werken, in Maisach und in Bad Gottleuba-Berggießhübel Kombidämpfer, Backöfen und Heißluftgeräte herstellt; die Übernahme durch Ali fand 2007 statt.[8]
- Krefft Stierlen, einem Komplettanbieter für Großküchentechnik in Rastatt.[9][10][11]
- temp-rite International GmbH  in Bremen wurde 2002 von Ali erworben.[12]

## Geschichte
Das Unternehmen wurde 1963 von Luciano Berti (1931–2021) in Mailand unter dem Namen Comenda gegründet. Berti hielt zu dieser Zeit einen 30 %-Anteil an einem Hersteller professioneller Geschirrspülmaschinen. Das Unternehmen wuchs rasch. In den 1970er Jahren wurden bereits über 75 % der Produktion exportiert und Produktionslizenzen nach Kanada, Australien und Südafrika vergeben. 1979 zog Berti mit seiner Familie in die USA, wo ein großes Unternehmen von seiner Gruppe übernommen worden war. 1991 kehrte er wieder nach Italien zurück. Er war bis zum 31. August 2016 CEO der ALI Group und wurde danach von seinem Sohn, Filippo Berti, abgelöst. Den Posten des Vorstandsvorsitzenden führte Luciano Berti zunächst weiter.